# Danesos d'Alemanya
Els danesos d'Alemanya o danesos de Slesvig Meridional (danès Danskar i Sør-Slesvig) són una de les minories ètniques de Schleswig-Holstein (Alemanya). Reben aquest nom des de 1920, quan els Plebiscits de Schleswig van atribuir Schleswig Meridional a Alemanya i un bon nombre de danesos hi van restar.

## Història
La pertinença a la minoria danesa ha estat fluida des de 1945, segons criteris objectius, com ara l'idioma per distingir un alemany d'un danès no es tenen en compte i, ja que la legislació alemanya prohibeix el registre del govern de les persones pel seu origen ètnic. A més, les Declaracions de Bonn-Copenhaguen de 1955 estableixen de manera explícita que la pertinença d'un individu de la minoria alemanya de Dinamarca o de la minoria danesa a Alemanya no pot ser objecte d'escrutini dels respectius governs. També molts slesvigesos d'ambdós costats de la frontera són d'origen mixt. Encara que després del Pebiscit de 1920 hi havia entre 6.000 i 8.000 danesos al sud de Schleswig i encara que més de 12.000 persones havien votat a favor de Dinamarca el 1920, només uns 3.000 s'havien organitzat en l'associació al final de la dictadura nazi.

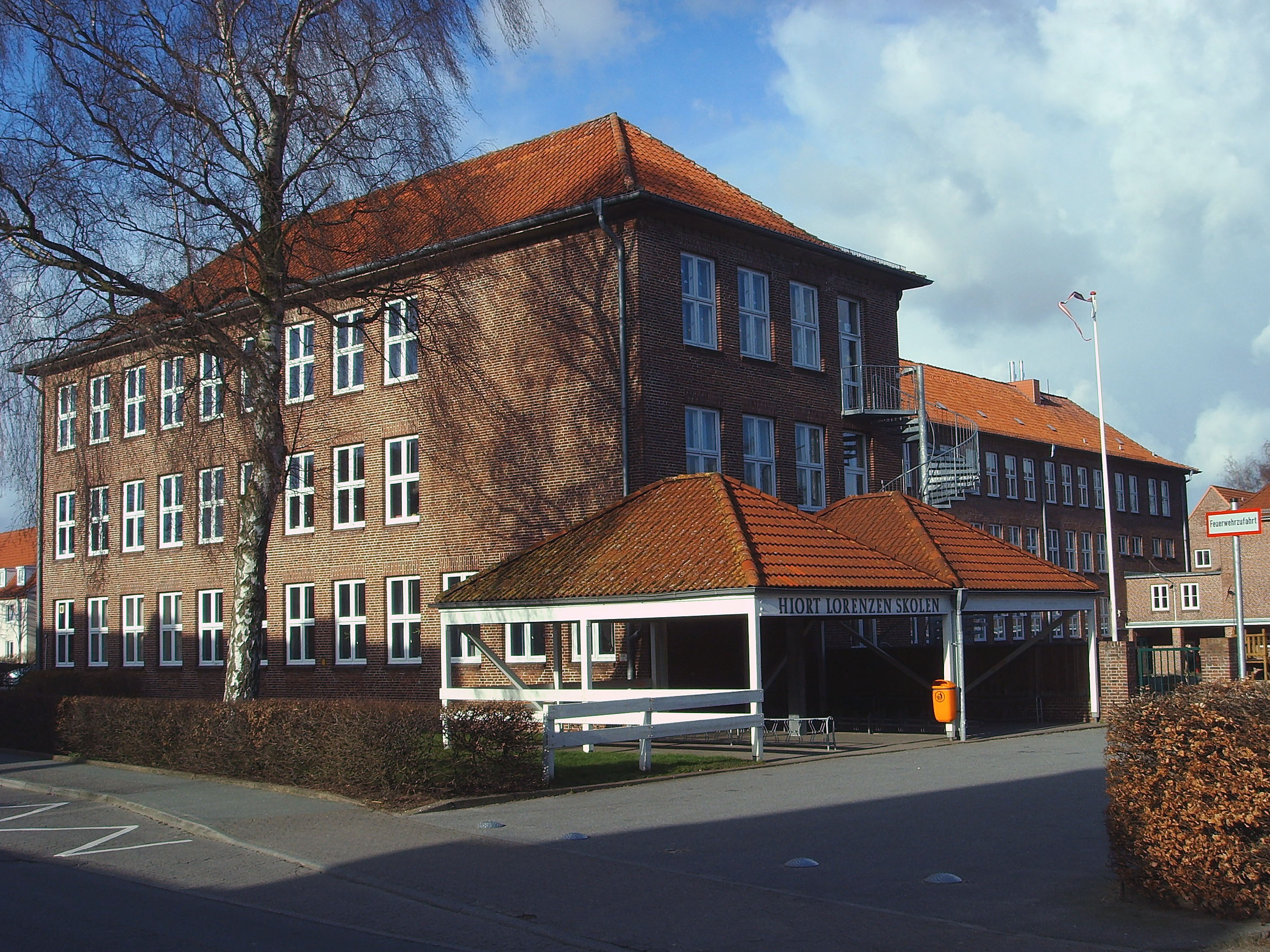
Escola danesa Lorenzen

Després de la Segona Guerra Mundial moltes persones van decidir unir-se a la minoria danesa, amb l'esperança d'unir-se a una Dinamarca molt més pròspera, en part pel desig de viure en un país lliure i democràtic, en part motivat per les dificultats socials de la postguerra, ja que més d'un milió de refugiats havien arribat a Schleswig-Holstein i també una alta proporció dels nous danesos tenien un rerefons de classe baixa, mentre que només molt pocs de la vella elit havia canviat de nacionalitat. A mesura que el govern danès va proporcionar ajuda alimentària a la minoria durant el 1945-49 aquest contingent era conegut pejorativament com a Speckdänen, és a dir, "danesos cansalada". A finals de 1946, hi havia 62.000 danesos, el 1948 hi havia 78.000 i l'Associació de Votants de Schleswig Meridional va obtenir gairebé 99.500 vots en 1947.

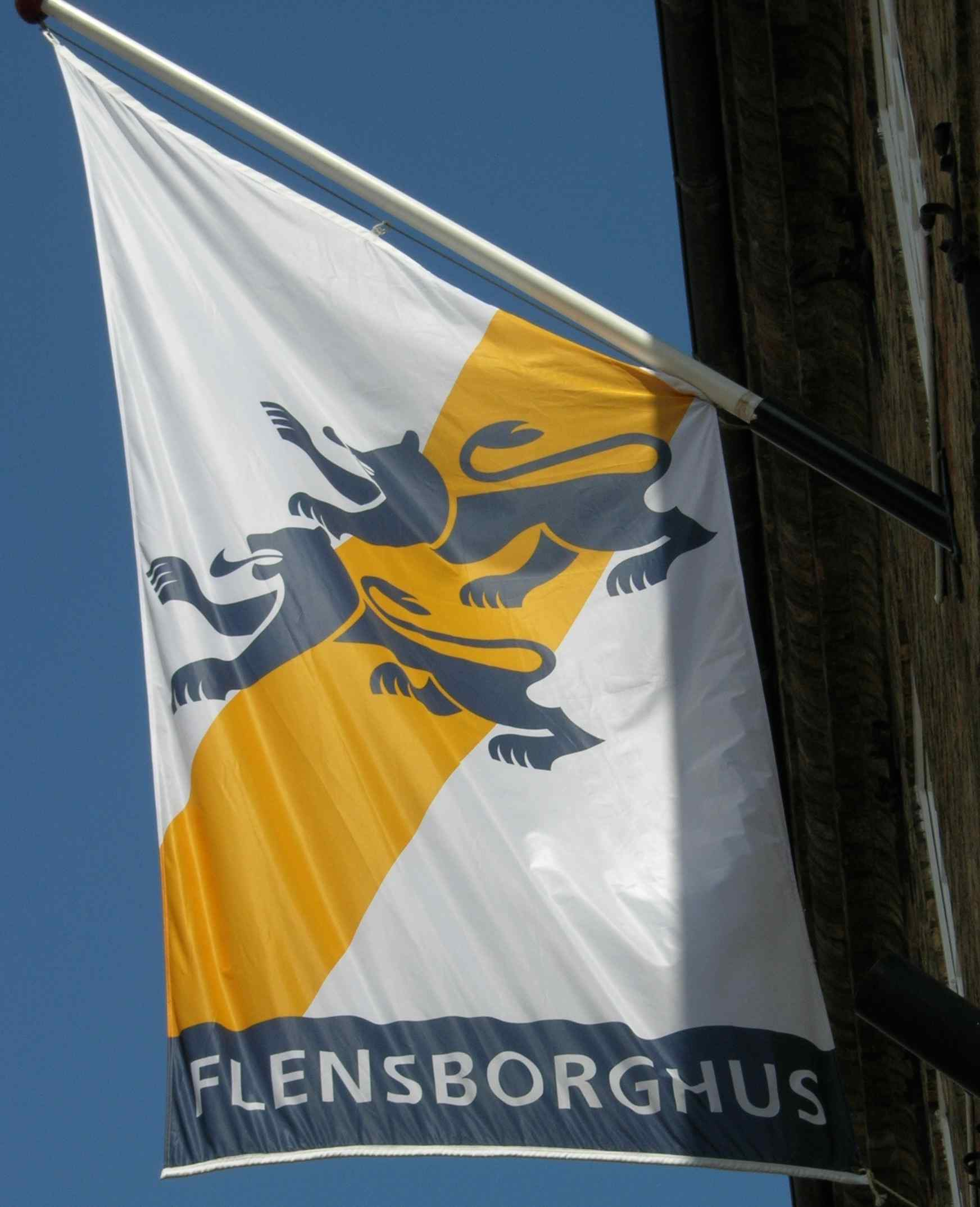
Bandera usada per l'Associació de Slesvig Meridional mostrant els lleons de Slesvig

No obstant això, el govern danès i els governadors de la Zona d'Ocupació Britànica es van oposar a la unió de Slesvig Meridional a Dinamarca, i el referèndum no s'hi va celebrar. La controvèrsia sobre la qüestió va dividir dos dels principals partits danesos, i tant el líder del Venstre i primer ministre Knud Kristensen com el cap del Partit Popular Conservador John Christmas Møller van trencar amb els seus respectius partits a causa del tema. En 1953 el govern regional de Schleswig-Holstein va crear l'anomenat Programa Nord per a ajudar a la zona econòmicament. Això va provocar que la minoria danesa disminuís fins a la dècada de 1970. Des de llavors, la minoria s'ha estabilitzat i a poc a poc ha seguit creixent com s'ha posat de moda ser danès a Alemanya, de manera que les xifres parlen d'uns 50.000, encara que només entre 8.000 i 10.000 d'ells parlen danès a la vida quotidiana. Entre 10.000 i 20.000 d'ells tenen el danès com a llengua materna.

Una altra bandera dels danesos de Slesvig

La fluctuació de la minoria danesa es reflecteix també en la literatura respectiva que descriu el fenomen local de canvi d'auto-identificació nacional amb el terme "nous danesos". El nombre dels danesos varia, per exemple, a "Fischers Weltalmanach" especificava uns 30.000 fins al 1994, després d'haver pujat de sobte fins a 60.000 el 1995 i finalment s'ha reduït a 50.000 des de l'any 2001. La font per al nombre dels danesos en la minoria és la Beratender Ausschuß für Fragen der dänischen Minderheit beim Bundesminister des Innern, una comissió de consulta al Ministeri de l'Interior, composta per representants del mateix Ministeri, dos membres de cada partit al Parlament alemany, el comissari per a les Minories de Schleswig-Holstein i tres membres del partit danès (2) i associació (1). El nombre de membres, i també dels usuaris de les organitzacions de la minoria (clubs esportius, associacions de cultura, guarderies, escoles, biblioteques, etc.) i també el nombre d'electors del partit danès es considera que indiquen els qui es consideren danesos, tot i que cal esmentar que els registres de dades de les organitzacions no estan vinculades entre si, i - el que és més - la majoria dels usuaris i els membres no tenen el danès com a llengua materna.

## Estatut
Com el frisons septentrionals, sòrabs i els sinti i roma gaudeixen de l'estatut de minoria nacional des que el 1997 Alemanya va ratificar la Convenció Marc del Consell d'Europa per a la Protecció de les Minories Nacionals. Ja en les Declaracions de Bonn-Copenhaguen de 1955, el govern alemany es va comprometre a protegir la minoria danesa, i el govern danès va oferir garanties dels drets de les minories per a la minoria alemanya. Des de 1926, però, les escoles daneses de Flensburg ja eren finançades pel govern alemany.
També es va abolir l'obstacle de 5% per a obtenir representació de la minoria danesa al parlament regional de Schleswig-Holstein, s'establiren subvencions per a escoles en danès, i es garantí l'atenció de les relacions religioses, culturals i tècniques amb Dinamarca.